# Glattbrugg
Glattbrugg är en ort i kommunen Opfikon i kantonen Zürich i Schweiz. Den är sammanvuxen med orten Opfikon och ligger cirka 7 kilometer norr om centrala Zürich. Orten har cirka 10 401 invånare (2021).